# Лещиноплатавский сельсовет
Лещиноплатавский сельсове́т — административно-территориальная единица (сельсовет) в Солнцевском районе Курской области.
Административный центр — деревня Клевцовка.
В 2006—2010 годах — муниципальное образование наделённое статусом сельского поселения. Законом Курской области от 26 апреля 2010 года № 26-ЗКО муниципальное образование Старолещинский сельсовет и муниципальное образование Лещиноплатавский сельсовет были преобразованы путём объединения в муниципальное образование Лещинский сельсовет, с декабря 2010 года — в Старолещинский сельсовет.

## Населённые пункты
В состав сельсовета входят:
- д. Клевцовка
- с. Гололобовкае
- д. Горенка
- д. Ефросимовка
- д. Ниженка
- д. Стародубцево
- д. Тереховка